# Pascal Josèphe
Pour les articles homonymes, voir Josèphe.
Pascal Josèphe, né le 20 novembre 1954 à Chinon (Indre-et-Loire) et mort le 20 novembre 2022 à Montreuil, est un homme de télévision français. Il a dirigé plusieurs chaînes de télévision : TF1, La Cinq, France 2 et France 3. 
En dehors des chaînes de télévision, il a été vice-président de Carat TV, société d'expertise média. Fondateur de International Média Consultants Associés (IMCA) puis de PJ Conseil, sociétés de conseil et d’ingénierie dédiées aux acteurs du secteur des médias et de la communication. Il a développé une compétence approfondie en matière de création et de repositionnement de médias audiovisuels, de nouvelles technologies, de contenus et d'usages numériques. Pascal Josèphe est également membre de l'Observatoire de la diversité du Conseil Supérieur de l'Audiovisuel.

## Biographie

### Famille et formation
Pascal Josèphe naît le 20 novembre 1954 à Chinon du mariage de Noël Josèphe, fonctionnaire, ancien résistant, qui sera député socialiste du Pas-de-Calais et président du conseil régional du Nord-Pas-de-Calais, et d'Aimée Pladys, directrice d'école,.
Après des études secondaires au lycée Louis-Blarimghem de Béthune, il poursuit des études supérieures à Strasbourg et Lille. Il est diplômé de l'Institut d'études politiques de Strasbourg et de l'École supérieure de journalisme de Lille.
Le 22 mai 1982, il épouse la publiciste Catherine Pellé, de ce mariage naît une fille. Divorcé, il a eu une fille et deux garçons avec Marion Desquenne.

### Carrière
Pascal Josèphe est responsable de la communication de la ville de Lille de 1978 à 1982. En 1983, il est chargé de mission auprès du directeur général de Radio France internationale (RFI) puis nommé chef du cabinet de son P-DG Hervé Bourges. En 1984, il est nommé secrétaire général de la présidence de la chaîne TF1, en 1985 directeur de la programmation. En 1987, il est nommé directeur de la prospective et des productions de Carat TV et en 1988, vice-P-DG de Carat TV Développements. En 1990, il est nommé directeur général de l'antenne de La Cinq et vice-président de Régie 5. En 1992, il est directeur général adjoint chargé de l'antenne à Antenne 2 et FR3. Devenues France 2 et France 3, il est alors directeur chargé de mission pour les deux antennes à la présidence commune devenue France Télévisions. En 1994, il est président-fondateur de la société International Médias Consultants Associés (Imca).
Pendant près de 20 ans, sa société analyse les évolutions technologiques, sociétales et comportementales, et propose ses services de conseil, d'études et d'expertise aux opérateurs médias et à l’ensemble des acteurs de la communication : chaînes de télévision, stations de radio, groupes multimédia, institutions publiques et privées, sociétés de production, collectivités territoriales, investisseurs, tant en France qu'à l'étranger. À ce titre, il accompagne des acteurs industriels tels que Alcatel pour le lancement de la télévision par l'ADSL, Orange pour le développement de ses activités dans les contenus, Eutelsat pour la mise en place de nouvelles offres satellitaires. Dans le domaine des programmes, il met au point avec ses équipes de nouveaux outils d'analyse d'audience et de contenus pour les producteurs et accompagne la conception de nombreuses chaînes de télévision (Mezzo, Gulli, TNTV, chaînes locales), ou le repositionnement de chaînes existantes (en France : TF1, France 2, France 3, RFO, Paris Première, LCP AN ; à l'étranger : télévisions jordanienne, marocaine, portugaise, libanaise). Il crée avec Médiamétrie New On The Air (NOTA), la principale base de données mondiale dédiée aux programmes[réf. nécessaire].
Il poursuit ses activités de conseil via PJ Conseil et anime l'organisation non gouvernementale (ONG) Media Governance Initiative (MGI),.
Il a par ailleurs fondé Global Story Factory, atelier de conception de formats pour la télévision et le web. Pascal Josèphe est membre de l’Observatoire de la diversité du Conseil supérieur de l'audiovisuel[réf. nécessaire].
En 2015, il est candidat à la présidence de France Télévisions, et présente son projet intitulé "Servir", sur lequel il travaille avec son futur associé Guillaume Pfister. Il arrive à égalité face à Delphine Ernotte à l'issue du premier vote du Conseil supérieur de l'audiovisuel (CSA) mais Delphine Ernotte l'emporte au second vote.
Il participe ensuite à la création du projet Plumm.tv, préfiguration du média social Liik, qu'il fonde avec Rachid Arhab et Guillaume Pfister.

### Mort
Pascal Josèphe meurt le 20 novembre 2022, jour de son anniversaire, à l'âge de 68 ans des suites d'une « maladie foudroyante ».

## Publications
- L'Information : communiquer avec les citoyens dans la commune[10] (1983, Syros). Coécrit avec Jean-Pierre Muret.
- Un amour de télévision : elle n'est plus ce qu'elle était, elle ne sera pas ce que vous croyez[11] (1989, Plon). Coécrit avec Hervé Bourges.
- La Société immédiate[12] (2008, Calmann-Lévy[13]).